# Aleksandr Dreval'
Aleksandr Konstantinovič Dreval' (in russo Александр Константинович Древаль?; Mosca, 17 luglio 1944) è un ex pallanuotista sovietico, vincitore di una medaglia d'oro alle olimpiadi di Monaco 1972., di un oro agli europei di Barcellona 1970, di un oro ai mondiali di Cali 1975, di un argento ai mondiali 1973 e agli europei 1974. Con la calottina del MGU Mosca vinse una Coppa dei Campioni e diversi campionati e coppe dell'Unione Sovietica.